# Eupteryx fahringeri
Eupteryx fahringeri är en insektsart som beskrevs av Melichar 1911. Eupteryx fahringeri ingår i släktet Eupteryx och familjen dvärgstritar. Inga underarter finns listade i Catalogue of Life.